# Vysokoškolský umělecký soubor Univerzity Karlovy
Vysokoškolský umělecký soubor Univerzity Karlovy v Praze (VUS UK) je české neprofesionální sborové těleso složené především ze studentů, absolventů a zaměstnanců Univerzity Karlovy a ostatních pražských vysokých škol.

## Historie sboru
VUS UK vznikl již v listopadu 1948 a je tak vůbec nejstarším českým akademickým sborem. Jedním z jeho zakladatelů a zároveň prvním sbormistrem se stal hudební skladatel Jan Tausinger.
Za celou dobu existence souboru se zde vystřídalo více než tisíc sboristů, dnes se počet jeho členů pohybuje mezi šedesáti a osmdesáti, věkový průměr zpěváků je přibližně 28 let. Mnozí bývalí sbormistři VUS UK jsou dnes renomovanými osobnostmi – dirigent Jiří Kout, někdejší sbormistr Pražského filharmonického sboru a Pražského komorního sboru Lubomír Mátl, dirigent Oliver Dohnányi, dirigentka Filharmonie Hradec Králové a profesorka Pražské konzervatoře Miriam Němcová, sbormistr mezinárodního pěveckého sboru v USA Jiří Kratochvíl nebo bývalý sbormistr Pražského filharmonického sboru, dnes pedagog HAMU v Praze, Jaroslav Brych.

## Současnost
Sbor je jako jediný zástupce z České republiky členem Evropské federace mladých sborů (EFJC). Ve spolupráci s touto velkou sborovou obcí se na začátku devadesátých let 20. století VUS UK spolupodílel na organizaci Mezinárodních pěveckých týdnů v Táboře v jižních Čechách, v roce 2004 pak připravil sympózium Po stopách Antonína Dvořáka.
Vedle pravidelné koncertní činnosti v Praze a v jiných místech České republiky sbor vystupuje často i v zahraničí. Navštívil většinu evropských zemí (Německo, Rakousko, Itálie, Švýcarsko, Francie, Belgie, Holandsko, Švédsko, Dánsko, Norsko, Lotyšsko, Estonsko, Arménie, Polsko, Španělsko, Portugalsko, Velká Británie), ale koncertoval i mimo Starý kontinent – nejprve na Sibiři (1987), v roce 1990 v USA a v letech 1992 a 1995 absolvoval dvakrát čtrnáctidenní koncertní turné po Izraeli, kde sbor vystoupil jako první české pěvecké těleso po více než čtyřiceti letech. V létě 1998 podnikl další turné do zámoří, tentokrát na západní pobřeží Kanady a USA. Jeden týden v červenci 1999 strávil soubor na Islandu a v říjnu 2002 absolvoval čtrnáctidenní koncertní turné po centrálním a severním Mexiku. V dubnu 2003 se zúčastnil reprezentativního zájezdu do lotyšské Rigy, kde absolvoval dvě vystoupení v rámci přehlídky Dny Prahy v Rize, pořádané Magistrátem hl. m. Prahy. Významného úspěchu dosáhl soubor v červenci 1996 na mezinárodní sborové soutěži v rakouském Spittalu, kde zvítězil v konkurenci dvanácti sborů z celého světa vybraných na základě přihlášek od více než stovky těles. Zatím poslední podobný vavřín představuje vítězství v soutěži MUSICA SACRA PRAGA v roce 2005.
Sbor je rovněž aktivní na poli divadelní tvorby, v roce 2004 se zúčastnil velkolepého provedení opery Carmen, které v AufSchalke aréně v německém Gelsenkirchenu sledovalo na 70 000 diváků, a v září 2005 byli členové sboru pozváni do Bambergu ke spolupráci na sborovém partu opery Tosca. Nejnovější aktivitou sboru je spolupráce s činohrou Národního divadla v Praze, kde mladí zpěváci účinkovali ve dvou inscenacích (L. Stroupežnický – Naši furianti a Lope de Vega – Vladařka závist aneb Zahradníkův pes).

## Diskografie
V oblasti nahrávací činnosti realizoval VUS nejprve výběr ze svého repertoáru na LP (Supraphon – 1988). Následovala spolupráce na nahrávce Missy Solemnis skladatele Miloše Boka (BestIA – 1990) a poté nahrávka duchovních skladeb Petra Ebena (Lunarion – 1992). Další tituly vyšly ve vlastní produkci VUS UK, nejprve živé nahrávky dvou stěžejních vokálních děl Antonína Dvořáka Rekviem a Stabat Mater (oboje spolu s partnerským sborem v Karlsruhe) a stěžejní album, obsahující hudbu českých skladatelů 20. století na texty lidové poezie (Láska a smrt – Janáček, Martinů, Novák, Eben, Raichl). Řada natočených titulů pokračovala spoluprací na opětovné nahrávce Dvořákova Rekviem, tentokrát pro výroční snímek Pražské konzervatoře.
V roce 2006 VUS UK účinkoval (spolu s VUS Pardubice) na nahrávce dalších děl M. Boka, tentokrát se jednalo o Credo fis–moll a cyklus Snové koledy. Edici uzavírá profilové CD Píseň česká s tvorbou českých autorů, inspirovanou lidovou poezií (Dvořák, Foerster, Martinů, Eben, Fišer, Tučapský a lidové písně), které vyjde u příležitosti 60.výročí založení sboru.[kdy?]
Kromě nahrávek vydaných na albech VUS zrealizoval i další snímky:
- V roce 1993 natočil pro nizozemskou rozhlasovou a televizní společnost KRO – Katholieke Radio Omroep Hilversum několik skladeb soudobých českých autorů v pražském kostele sv. Jiljí
- KRO pořídilo během koncertu VUS v nizozemském Utrechtu v lednu 1994 rovněž živou nahrávku díla An American Te Deum českého skladatele Karla Husy žijícího v USA za řízení samotného autora
- během festivalu Europa cantat v rakouském Linzi v roce 1997 natočil VUS nahrávku pro německou televizní společnost ZDF (A. Bruckner – Ave Maria)
- V roce 1999 nahrával VUS živě pro Český rozhlas snímky několika českých autorů různých období
- V roce 2002 zaznamenávaly několik koncertů na turné v Mexiku místní rozhlasové stanice

## Sbormistři

### Jakub Zicha
Od září 1999 je hlavním sbormistrem a uměleckým vedoucím Jakub Zicha (* 1974), absolvent Pražské konzervatoře v oboru viola (K. Špelina – 1995) a dirigování (M. Němcová, H. Farkač, J. Kasal a M. Košler – 2001). Jeho absolventský koncert v listopadu 2000 byl zařazen do programu „Praha–evropské město kultury“.
Již v době studií se stal členem Myslivečkova komorního orchestru, s nímž jako sólista vystupoval u nás i v zahraničí (1989 – Skotsko a Německo, 1993 – Anglie a Wales). Jako člen různých komorních souborů uskutečnil řadu nahrávek pro gramofonová vydavatelství (Deutsche Grammophon, Supraphon aj.).
Je zakladatelem a uměleckým vedoucím souboru Pražští chrámoví sólisté, jenž se specializuje na uvádění předklasické hudby. Od září 1999 působí ve funkci uměleckého vedoucího a sbormistra Vysokoškolského uměleckého souboru Univerzity Karlovy (VUS UK).
Pro oba soubory pořídil řadu hudebních realizací podle zápisů románské, gotické, renesanční i barokní hudby, ale studuje s nimi také hudbu soudobou (včetně premiér skladeb, napsaných přímo na objednávku). V roce 2003 byl vyzván Evropskou federací pěveckých sborů Europa Cantat (EC), aby pro připravovaný sborník vánočních písní evropských národů přispěl za Českou republiku.
Pro CD nahrávku nastudoval s VUS UK Rekviem A. Dvořáka, pro koncertní provedení dále připravil díla takových autorů jako L. van Beethoven (Missa solemnis, Symfonie č. 9), C. Orff (Carmina Burana) aj. V roce 2007 s VUS UK a jeho hosty kompletně připravil a natočil CD Píseň česká, obsahující hudbu českých skladatelů 19. a 20. století na texty lidové poezie.
Na svém dirigentském kontě má několik primátů: v červnu 2000 v Praze jako první nastudoval a uvedl novodobou rekonstrukci Rekviem W. A. Mozarta podle nejnovějších výzkumů anglického hudebního vědce C. F. Maundera, v říjnu téhož roku v Praze opět v premiéře uvedl Korunovační mši W. A. Mozarta s chlapeckým sborem Pueri gaudentes. Jako asistent dirigenta se podílel na premiérovém nastudování opery P. Trojana Bylo nás pět, uvedené na festivalu Pražské jaro 2003. Od června 2004 spolupracuje s Národním divadlem v Praze; hudebně připravil inscenace činohry Naši furianti (L. Stroupežnický, režie J. A. Pitínský), Vladařka závist (Lope de Vega, režie E. Eszényi) a Zvony (Fráňa Šrámek, režie J. A. Pitínský).
Jako sbormistr a dirigent se zúčastnil několika významných festivalů (Itálie – Bologna, Španělsko – Valencia, Portugalsko – Porto), vystupoval dále také v Rakousku, Dánsku a Japonsku. V listopadu 2003 byl vybrán k účasti ve finálové části mezinárodní dirigentské soutěže v japonském Tokiu.
Jakub Zicha spolupracoval s mnoha významnými dirigenty (ať už jako asistent či jako sbormistr) a renomovanými sólisty. Patřili mezi ně Donato Renzetti, Johannes Wildner, Fabio Bernoni, mezi sólisty najdeme jména jako Nao Higano, Ivan Kusnjer, Luděk Vele. Pracuje dále s významnými českými hudebními tělesy (Pražská komorní filharmonie, Filharmonický komorní orchestr, Praga Sinfonietta, Jihočeská komorní filharmonie České Budějovice, Pražský filharmonický sbor, Pražský smíšený sbor, Kühnův smíšený sbor, Pražský komorní sbor), je pravidelným členem porot mezinárodních soutěží „PRAGA CANTAT“ a „YOUNG PRAGUE“ a věnuje se také hudební režii. Od září 2001 pedagogicky působí na Pražské konzervatoři.